# 마산시 (1981년 선거구)
마산시는 대한민국의 옛 국회의원 선거구이다. 당시 경상남도 마산시 지역을 관할했다.

## 역사
제11대 국회의원 선거를 앞두고 마산시·진해시·창원군 선거구에서 분리되면서 신설되었다.
제13대 국회의원 선거를 앞두고 마산시 갑 선거구와 마산시 을 선거구로 분리되면서 폐지되었다.

## 역대 국회의원
| 선거   | 정당 | 정당       | 1위 의원 | 정당 | 정당       | 2위 의원 |
| ------ | ---- | ---------- | -------- | ---- | ---------- | -------- |
| 1981년 |      | 민주정의당 | 조정제   |      | 민주사회당 | 백찬기   |
| 1985년 |      | 신한민주당 | 강삼재   |      | 민주정의당 | 우병규   |

## 역대 선거 결과

### 대한민국 제11대 국회의원 선거
|  | 27.61% |

|  | 22.50% |

|  | 19.80% |

|  | 19.39% |

|  | 10.68% |

### 대한민국 제12대 국회의원 선거
|  | 28.52% |

|  | 27.36% |

|  | 21.29% |

|  | 11.10% |

|  | 7.92% |

|  | 1.97% |

|  | 1.82% |